# Biblioteca-Museu República e Resistência
A Biblioteca-Museu República e Resistência é uma biblioteca pública que faz parte das bibliotecas municipais de Lisboa. Encontra-se situada na Rua Alberto de Sousa, 10-A, em Lisboa, junto à Cidade Universitária.
Foi inaugurada, inicialmente, no bairro operário mandado construir por Francisco de Almeida Grandella, na Estrada de Benfica. Este equipamento da Câmara Municipal de Lisboa disponibiliza ao público uma biblioteca, um auditório e uma sala de exposições, bem como dinamiza o questionamento de temas relacionados com Lisboa, a República, a Resistência e a Maçonaria.
O átrio da Biblioteca-Museu República e Resistência conta com um mural pintado por Maria Keil.